# 戴宗晴
戴宗晴（1935年8月—），男，汉族，湖北人，中国外科专家，白求恩奖章获得者，现任东风汽车公司总医院名誉院长。